# 开放图书馆
开放图书馆是互联网档案馆旗下的非营利网站暨在线图书馆项目，收录了许多公有领域图书的在线版本，旨在为每一本已出版的图书创建一个网页。本网站由亚伦·斯沃茨、布魯斯特·卡利、Alexis Rossi、Anand Chitipothu和 Rebecca Malamud在2006年创建，其部分资金来自加州州立图书馆與 Kahle/Austin 基金会。